# Abri de Palomera
L' Abri de Palomera est un abri sous roche situé dans la commune de Rodellar, comarque de Comunidad de Teruel dans la province de Huesca,.
Il contient des peintures rupestres de thèmes variés de l'art levantin, d'Art schématique ibérique et de gravures, faisant partie de l'ensemble de l'Art rupestre du bassin méditerranéen de la péninsule Ibérique déclaré patrimoine mondial par l'UNESCO.
.

## Découverte et localisation
Le site est situé dans la sierra de Guara et les peintures rupestres ont été découvertes en 1995.

## Description
Il s'agit d'une petite cavité de petites dimensions, 5 × 2 m, située à l'extrémité nord d'une corniche sur la rive gauche du ravin Mascún. L'ensemble pictural est composé d'une dizaine de figurations peintes en rouge constituées de traits numériques. D’autres ont perdu leur pigmentation et ont un aspect blanchâtre. Les graffitis ont une taille d'environ 20 cm avec un âge du Néolithique estimé entre 4 000 et 7 000 av. J.-C.(es).